# Ђермането (Катанцаро)
Ђермането је насеље у Италији у округу Катанцаро, региону Калабрија.
Према процени из 2011. у насељу је живело 591 становника. Насеље се налази на надморској висини од 99 м.